# Ferdinand Bol
Ferdinand Bol (Dordrecht, Países Bajos, 24 de junio de 1616-24 de agosto de 1680) fue un artista, grabador y dibujante neerlandés. Aunque ha sobrevivido poco de su trabajo, muestra la influencia de Rembrandt; como su maestro, Bol prefería temas históricos, numerosos autorretratos y figuras individuales con finura exótica.

## Biografía
Ferdinand nació en Dordrecht hijo de un cirujano, Balthasar Bol. Ferdinand Bol fue primero aprendiz con Aelbert Cuyp en su ciudad natal y de Abraham Bloemaert en Utrecht. Después de 1630 estudió con Rembrandt, viviendo en su casa en la calle Sint Antoniesbreestraat, que luego fue un barrio de moda entre pintores, joyeros, arquitectos y muchos inmigrantes flamencos y judíos. En 1641 Bol tuvo su propio taller. 
En 1652 se hizo burgués de Ámsterdam y en 1653 se casó con Elisabeth Dell, cuyo padre tenía cargos en el Ministerio de Marina de Ámsterdam y la guilda (gremio) de comerciantes de vino, ambas instituciones que más tarde le hicieron encargos al artista. En pocos años (1655) se convirtió en jefe de la guilda y recibió órdenes de entregar dos chimeneas para las habitaciones del nuevo ayuntamiento, diseñadas por Jacob van Campen, y cuatro más para el Ministerio de Marina de Ámsterdam. 
Para entonces, Bol era un pintor popular y con éxito. Dejando atrás la influencia de Rembrandt, se aproximó al estilo académico francés, al igual que Nicolaes Maes. Su paleta se aclaró, sus figuras adquirieron mayor elegancia, y para mediados de la década estaba recibiendo más encargos oficiales que ningún otro artista en Ámsterdam. Godfrey Kneller fue su alumno. Bol entregó cuatro pinturas para las dos mansiones de los hermanos Trip, originarios también de Dordrecht.
La primera esposa de Bol murió en 1660. En 1669 Bol se casó por segundas nupcias con Anna van Arckel, viuda del tesorero del Ministerio de Marina, y al parecer se retiró de la pintura en ese momento de su vida. En 1672 la pareja se trasladó a Keizersgracht 472, por entonces una parte de la ciudad recientemente diseñada, y actualmente el Museo van Loon. Bol sirvió como gerente en una Casa para leprosos. Bol murió unas semanas después de su mujer, en Herengracht, donde vivía su hijo, un abogado.
Algunos de sus retratos, como el de Elisabeth Bas, viuda del oficial de la marina Joachim Swartenhondt y propietaria de una concurrida posada cerca de la plaza Dam, fueron atribuidos en el pasado a Rembrandt, como ocurrió también con el atribuido Retrato de joven con una pluma en la gorra conservado en el Museo Thyssen-Bornemisza de Madrid, que llevaba una firma falsa de Rembrandt y la fecha de 1637.